# Lago (Amares)
Lago é uma povoação portuguesa sede da Freguesia de Lago do Município de Amares, freguesia com 3,99 km² de área e 1824 habitantes (censo de 2021), tendo, por isso, uma densidade populacional de 457,1 hab./km².

## Demografia
A população registada nos censos foi:
| Ano  | 0-14 Anos | 15-24 Anos | 25-64 Anos | > 65 Anos |
| 2001 | 441       | 319        | 986        | 209       |
| 2011 | 331       | 281        | 1066       | 232       |
| 2021 | 228       | 235        | 1016       | 345       |

## História
Integrava o município de Entre Homem e Cávado, extinto em 31 de dezembro de 1853, data em que passou para o concelho (atual município) de Amares.